# 向山慎吉
向山 慎吉（むこうやま しんきち、1856年10月12日〈安政3年9月14日〉 - 1910年〈明治43年〉12月18日）は、日本の海軍軍人、華族。海軍中将従三位勲二等功三級男爵。向山均の父。
黄海海戦時の「松島」副長のとき、重傷を負った三浦虎次郎三等水兵が向山に「まだ定遠は沈みませんか」と訊ねた話が伝えられて大きな反響を呼び、軍歌「勇敢なる水兵」が作られた。

## 経歴
幕臣一色半左衛門の三男として生まれ、幕臣向山黄村の養子となる。沼津兵学校を経て、1878年（明治11年）7月、海軍兵学校（5期）を卒業し、1881年（明治14年）1月、海軍少尉任官。「筑波」分隊長、「高千穂」回航委員、同砲術長、佐世保鎮守府建設委員などを経て、海軍大学校で乙号学生として学んだ。「海門」副長、海軍参謀部第1課員などを歴任し、日清戦争では「松島」副長として出征し、「龍田」艦長となった。
さらに、「筑紫」艦長、「大和」艦長、「高雄」艦長、「秋津洲」艦長、イギリス公使館付、「浅間」艦長、「敷島」艦長、横須賀鎮守府参謀長などを経て、1902年（明治35年）5月、海軍少将に進級。日露戦争時は舞鶴工廠長、佐世保工廠長であった。1905年（明治38年）11月、海軍中将となり、竹敷要港部司令官を勤め、1910年12月、休職となり死去した。
1907年（明治40年）9月、男爵の爵位を叙爵し、華族となる。

## 栄典

### 位階
- 1883年（明治16年）12月25日 - 従七位[5]
- 1886年（明治19年）11月27日 - 正七位[6]
- 1891年（明治24年）12月16日 - 従六位[7]
- 1895年（明治28年）9月20日 - 正六位[8]
- 1898年（明治31年）3月8日 - 従五位[9]
- 1902年（明治35年）10月20日 - 正五位[10]
- 1905年（明治38年）11月30日 - 従四位[11]
- 1909年（明治42年）3月1日 - 正四位[12]
- 1910年（明治43年）12月18日 - 従三位[13]

### 勲章等
- 1892年（明治25年）5月28日 - 勲六等瑞宝章[14]
- 1895年（明治28年）
  - 9月27日 - 単光旭日章・功四級金鵄勲章[15]
  - 11月18日 - 明治二十七八年従軍記章[16]
- 1896年（明治29年）5月26日 - 勲五等瑞宝章[17]
- 1901年（明治34年）5月31日 - 勲四等瑞宝章[18]
- 1905年（明治38年）5月30日 - 勲三等瑞宝章[19]
- 1906年（明治39年）4月1日 - 勲二等旭日重光章・功三級金鵄勲章・明治三十七八年従軍記章[20]
- 1907年（明治40年）9月21日 - 男爵 [21]

### 外国勲章佩用允許
- 1910年（明治43年）4月5日 - 大韓帝国：韓国皇帝陛下南西巡幸記念章[22]

## 親族
- 先妻 銀子 – 養父二女（1882年没）[2]
- 後妻 静 - 山高信離長女[2]
- 長男 向山均（海軍技術中将）[1][2]
- 三男・田沢坦 - 田澤昌孝の養子となる[2][23]。東京国立博物館評議員、武蔵野美術大学名誉教授、奈良国立文化財研究所所長[24]。
- 娘・堉 - 医師・紋谷正夫の妻[2]。東京女高師附属高女出身。
- 娘・幸 - 医師・賀屋俊吉の妻[2]。

## 脚註
1. 1 2 3 4 5 6 7 8 9 10 11  『日本陸海軍総合事典 第2版』257頁。
2. 1 2 3 4 5 6 7 8  『平成新修旧華族家系大成 下巻』707頁。
3. 1 2 3  『陸海軍将官人事総覧 海軍篇』31頁。
4. 1 2 3 4  『日本海軍将官辞典』369頁。
5. ↑  『官報』第183号「叙任」1884年2月12日。
6. ↑  『官報』第1033号「叙任」1886年12月8日。
7. ↑  『官報』第2541号「叙任及辞令」1891年12月17日。
8. ↑  『官報』第3671号「叙任及辞令」1895年9月21日。
9. ↑  『官報』第4402号「叙任及辞令」1898年3月9日。
10. ↑  『官報』第5790号「叙任及辞令」1902年10月21日。
11. ↑  『官報』第6729号「叙任及辞令」1905年12月4日
12. ↑  『官報』第7701号「叙任及辞令」1909年3月2日。
13. ↑  『官報』第8250号「叙任及辞令」1910年12月20日。
14. ↑  『官報』第2680号「叙任及辞令」1892年6月6日。
15. ↑  『官報』第3676号「叙任及辞令」1895年9月28日。
16. ↑  『官報』第3838号・付録「辞令」1896年4月18日。
17. ↑  『官報』第3879号「叙任及辞令」1896年6月5日。
18. ↑  『官報』第5374号「叙任及辞令」1901年6月4日。
19. ↑  『官報』第6573号「叙任及辞令」1905年5月31日。
20. ↑  『官報』号外「叙任及辞令」1907年1月28日。
21. ↑  『官報』第7272号「授爵敍任及辞令」1907年9月23日。
22. ↑  『官報』第8037号「叙任及辞令」1910年4月11日。
23. ↑  向山均『人事興信録』第8版 [昭和3(1928)年7月]
24. ↑  田沢坦東京文化財研究所